# Nokia E71

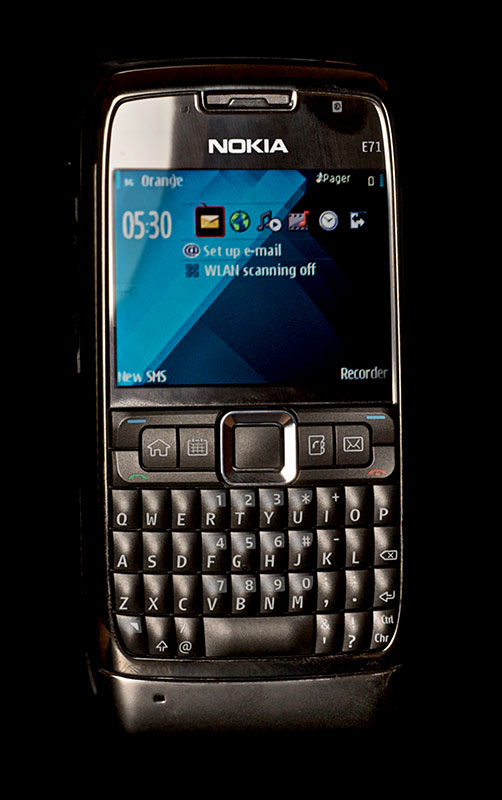
Nokia E71

Nokia E71 je smartphone řady E společnosti Nokia, má operační systém S60, Feature Pack 1 druhé generace. Nokia E71 má QWERTY klávesnici. Přístroj je navržen pro managerskou práci. Nokia E71 je nástupcem modelu E61.